# Notsodipus quobba
Espèce
Notsodipus quobba est une espèce d'araignées aranéomorphes de la famille des Lamponidae.

## Distribution
Cette espèce est endémique d'Australie-Occidentale.  Elle se rencontre vers le cap Cuvier, Coral Bay et Geraldton.

## Description
Le mâle holotype mesure 3,2 mm et la femelle 2,4 mm.

## Étymologie
Son nom d'espèce lui a été donné en référence au lieu de sa découverte, Quobba Station.

## Publication originale
- Platnick, 2000 : A relimitation and revision of the Australasian ground spider family Lamponidae (Araneae: Gnaphosoidea). Bulletin of the American Museum of Natural History, no 245, p. 1-330 (texte intégral).